# Réaumur
A escala Réaumur (símbolo: °Ré, °Re, °R) é uma escala de temperatura proposta em 1730 pelo físico e inventor francês René-Antoine Ferchault de Réaumur, cujos pontos fixos são o ponto de congelamento da água (0°Ré) e seu ponto de ebulição (80°Ré). Assim, a unidade desta escala, o grau Réaumur, vale 5/4 de 1 grau Celsius e a escala tem o mesmo zero que a escala Celsius.
O termômetro contem álcool diluído e foi construído sob o princípio de tomar o ponto de congelamento da água como zero. A graduação do tubo foi feita em graus nos quais cada um deles era um milésimo do volume contido no bulbo. Réaumur escolheu o álcool em vez do mercúrio, alegando que esse se expandiu de forma mais visível, mas essa escolha provocou problemas, pois seus termômetros originais eram muito volumosos, e o baixo ponto de ebulição do álcool os fez impróprios para muitas aplicações.

## Conversão de unidades de temperatura
| Conversão de    | para            | Fórmula                  |
| --------------- | --------------- | ------------------------ |
| kelvin          | grau Fahrenheit | °F = K × 1,8 - 459,889   |
| grau Fahrenheit | kelvin          | K = (°F + 459,67) / 1,8  |
| kelvin          | grau Celsius    | °C = K - 273,15          |
| grau Celsius    | kelvin          | K = °C + 273,15          |
| kelvin          | rankine         | °Ra = K × 1,8            |
| rankine         | kelvin          | K = °Ra / 1,8            |
| kelvin          | réaumur         | °Ré = (K - 273,15) × 0,8 |
| réaumur         | kelvin          | K = °Ré × 1,25 + 273,15  |